# Nazionale maschile di calcio a 5 della Slovacchia
La nazionale di calcio a 5 della Slovacchia è, in senso generale, una qualsiasi delle selezioni nazionali di Calcio a 5 della Federazione calcistica della Slovacchia che rappresentano la Slovacchia nelle varie competizioni ufficiali o amichevoli riservate a squadre nazionali.

## Storia
Il primo incontro amichevole della selezione slovacca è stato giocato il 21 marzo del 1992 a Mosca contro la CSI ma, fino all'indipendenza del Paese, i suoi giocatori potevano disputare incontri ufficiali solamente con la Cecoslovacchia. A partire dalle qualificazioni al campionato europeo del 1996 la Slovacchia ha partecipato regolarmente al calendario internazionale riservato alle selezioni nazionali, senza però raccogliere le stesse soddisfazioni della Rep. Ceca. Infatti, la selezione mitteleuropea non è ancora riuscita a disputare una Coppa del Mondo mentre per la prima partecipazione alla fase finale del campionato europeo ha dovuto attendere fino al 2022, dopo aver sfiorato la qualificazione nel 2014 e nel 2016.

## Statistiche nelle competizioni internazionali

### Coppa del Mondo
| Anno   | Luogo         | Piazzamento     | Pd | V | N | P | GF | GS |
| ------ | ------------- | --------------- | -- | - | - | - | -- | -- |
| 1989   | Paesi Bassi   | -               | -  | - | - | - | -  | -  |
| 1992   | Hong Kong     | -               | -  | - | - | - | -  | -  |
| 1996   | Spagna        | Non qualificata | -  | - | - | - | -  | -  |
| 2000   | Guatemala     | Non qualificata | -  | - | - | - | -  | -  |
| 2004   | Taipei cinese | Non qualificata | -  | - | - | - | -  | -  |
| 2008   | Brasile       | Non qualificata | -  | - | - | - | -  | -  |
| 2012   | Thailandia    | Non qualificata | -  | - | - | - | -  | -  |
| 2016   | Colombia      | Non qualificata | -  | - | - | - | -  | -  |
| 2021   | Lituania      | Non qualificata | -  | - | - | - | -  | -  |
| Totale |               | 0/9             | -  | - | - | - | -  | -  |

### Campionato europeo
| Anno   | Luogo       | Piazzamento      | Pd | V | N | P | GF | GS |
| ------ | ----------- | ---------------- | -- | - | - | - | -- | -- |
| 1996   | Spagna      | Non qualificata  | -  | - | - | - | -  | -  |
| 1999   | Spagna      | Non qualificata  | -  | - | - | - | -  | -  |
| 2001   | Russia      | Non qualificata  | -  | - | - | - | -  | -  |
| 2003   | Italia      | Non qualificata  | -  | - | - | - | -  | -  |
| 2005   | Rep. Ceca   | Non qualificata  | -  | - | - | - | -  | -  |
| 2007   | Portogallo  | Non qualificata  | -  | - | - | - | -  | -  |
| 2010   | Ungheria    | Non qualificata  | -  | - | - | - | -  | -  |
| 2012   | Croazia     | Non qualificata  | -  | - | - | - | -  | -  |
| 2014   | Belgio      | Non qualificata  | -  | - | - | - | -  | -  |
| 2016   | Serbia      | Non qualificata  | -  | - | - | - | -  | -  |
| 2018   | Slovenia    | Non qualificata  | -  | - | - | - | -  | -  |
| 2022   | Paesi Bassi | Quarti di finale | 4  | 1 | 1 | 2 | 9  | 17 |
| Totale |             | 1/12             | 4  | 1 | 1 | 2 | 9  | 17 |

## Tutte le rose

### Campionato europeo
Campionato europeo di calcio a 5 20222 Marek Karpiak, 4 Peter Serbin, 5 Gabriel Rick, 6 Matúš Ševčík, 7 Martin Směřička, 8 Martin Zdráhal, 9 Peter Kozár, 10 Martin Doša, 11 Patrik Zaťovič, 12 Richard Oberman, 14 Daniel Čeřovský, 15 Vojtech Turek, 16 Tomáš Drahovský, 17 Dominik Ostrák, CT: Marián Berky